# Agia Mavra (Elida)
Agia Mavra (greacă Αγία Μαύρα) este un oraș în Grecia în prefectura Elida.